# Erik Boström
Erik Boström (Stoccolma, 23 agosto 1868 – Huddinge, 13 giugno 1932) è stato un tiratore a segno svedese.

## Palmarès

### Olimpiadi
- 1 medaglia:
  - 1 argento (Stoccolma 1912 nella pistola libera a squadre)